# Освальд, Мориц (футболист)
Мо́риц О́свальд (нем. Moritz Oswald; род. 5 января 2002, Австрия) — австрийский футболист, нападающий клуба «Рапид».

## Клубная карьера
Освальд — воспитанник клубов «Перчтольдорф», «Адмира Ваккер Мёдлинг» и «Рапид». 24 октября 2021 года в матче против «Хартберга» он дебютировал в австрийской Бундеслиге в составе последнего. 